# Karl Cerff
Karl Cerff, también Carl Cerff, (Heidelberg, 12 de marzo de 1907 - Karlsruhe, 4 de mayo de 1978) fue un funcionario alemán, líder de brigada de las SS y funcionario del partido nazi y de las Juventudes Hitlerianas (HJ). Tras la guerra, Cerff fue un miembro destacado de la comunidad de ayuda mutua de los miembros de las antiguas Waffen SS (HIAG).

## Biografía
Cerff se unió a las SA en 1922 y al NSDAP en 1926 (número de miembro 30.314). En 1928 se convirtió en líder de las Juventudes Hitlerianas (HJ) en Heidelberg; entre 1931 y 1932 fue líder de propaganda de las Juventudes Hitlerianas para Gau Baden. También participó activamente como «orador del Reich» para el NSDAP y las Juventudes Hitlerianas.
Después de la toma de poder de los nacionalsocialistas, Cerff estuvo activo como Reichsjugendführer a partir de 1933, donde dirigió el Departamento R (radiodifusión juvenil y escolar). Dos años más tarde, Cerff asumió la oficina de cultura del Reichsjugendführung con el rango de HJ Obergebietsführer y también fue representante del Reichsjugendführung en la dirección de la Radiodifusión del Reich. Desde 1938 Cerff fue director de varias oficinas centrales, primero de la oficina central de cultura del NSDAP-Reichsleitung y desde 1942 de la oficina central de la dirección de propaganda del Reich del NSDAP. En esta función también fue Reichskulturwalter (Administrador de Cultura del Reich) en la Cámara de Cultura del Reich. Después de ser nombrado director ministerial en 1944, Cerff trabajó en el Ministerio de Propaganda del Reich.
Cerff también era miembro de las SS (número de miembro 323.782). El día 30 de enero de 1943 fue ascendido a SS-Brigadführer.
Los intentos de Cerff de influir en la programación de los programas de la radiodifusión alemana llevaron a conflictos con el ministro de propaganda, Joseph Goebbels, y el propagandista nazi Hans Fritzsche. En mayo de 1943, Cerff se opuso a la «música plana y ligera» en la radio y sugirió que la selección de la música no solo debería basarse en las necesidades de los «habitantes de la ciudad», sino también en los deseos de los residentes de las regiones rurales. Goebbels anotó en su diario una «fuerte discusión sobre el programa de radio actual. Cerff adopta aquí un punto de vista algo supranacionalsocialista. Si fuera por él, la música de la radio solo se haría con lurs.» La intención original de Cerff de convertirse en asesor de radio sobre «temas de cultura popular» fracasó. En cambio, fue nombrado asesor de Fritzsche en julio de 1944. La relación entre Cerff y Fritzsche siguió siendo tensa. En octubre de 1944, Cerff se quejó a Fritzsche sobre la «música de jazz más salvaje» que había escuchado «una vez más» en el programa del Reich. Por razones desconocidas, al personal de la radio se le prohibió tener más contacto con Cerff en noviembre. En el mismo mes, Cerff fue convocado a Italia, donde debía disciplinar los departamentos civiles y militares.
Después de terminar la guerra, Cerff trabajó para el Europäischer Buchclub [Clud de Libros Europeo] en Stuttgart. Según el servicio secreto británico, estuvo en contacto con el llamado «Círculo Gauleiter» en torno al exsecretario de Estado de Propaganda Werner Naumann. Además, fundó el «Freundeskreis Bergherberg», destinado a apoyar a Rudolf Hess.
Desde la década de 1950 hasta al menos 1975, Cerff fue un miembro destacado del HIAG, una asociación tradicional de exmiembros de las Waffen-SS. Inicialmente Cerff pertenecía a la junta asesora de la junta ejecutiva federal de HIAG; en 1962 era el tercer portavoz nacional y desde 1963 segundo portavoz nacional. Cerff fue el negociador más influyente del HIAG y mantuvo numerosos contactos con políticos, círculos empresariales e instituciones de educación de adultos. Los contactos tenían como objetivo demostrar la capacidad de los exmiembros de las Waffen SS para comprometerse y garantizar que pudieran ser evaluados políticamente. Además, se debía influenciar las regulaciones del artículo 131 de la Ley Fundamental.
Los interlocutores de Cerff incluyeron a Erich Mende (FDP), Siegfried Zoglmann (FDP), Will Rasner (CDU) y Fritz Erler (SPD). Además, Cerff organizó grupos de debate oficiosos; por ejemplo, en mayo de 1959, una reunión entre el fiscal federal Max Güde (CDU) y el alcalde de Karlsruhe, Günther Klotz (SPD), con un grupo de 23 personas que se describieron a sí mismos como «un grupo de exnacionalsocialistas y soldados». El grupo incluía al excoronel general de las Waffen SS, Sepp Dietrich, que fue condenado por crímenes de guerra, el extremista de derecha y expiloto de combate Hans-Ulrich Rudel y el editor de extrema derecha Herbert Grabert. Una reunión similar con el presidente del Bundestag, Eugen Gerstenmaier, en enero de 1957 en Stuttgart se conoció a través de la publicación del discurso de Cerff por Grabert. Se llevaron a cabo más reuniones informales hasta la década de 1970.
Según el historiador Karsten Wilke, los contactos de Cerff sirvieron al HIAG «en particular para transformar las posiciones nacionalsocialistas». Sin embargo «El compromiso de Cerff con la democracia [...] podría interpretarse de forma ambigua.» Por ejemplo, la «petición de Cerff de un ‹estado defensivo› [...] puede entenderse como un deseo de un estado y una sociedad autoritarios» y como un intento de «restablecer los patrones de interpretación nacionalsocialistas».